# Кіромантія
Кірома́нтія — спосіб ворожіння. У посудину з водою виливали розплавлений віск; якщо виходило якесь зображення, то вірили, що з людиною станеться саме те, на що воно вказує. З цією метою інколи виливали на воду розтоплене золото.